# Alsjön (Forsa socken, Hälsingland)
Alsjön är en sjö i Hudiksvalls kommun i Hälsingland och ingår i Delångersåns huvudavrinningsområde. Sjön är 11 meter djup, har en yta på 0,186 kvadratkilometer och är belägen 116 meter över havet. Sjön avvattnas av vattendraget Klubboån (Svedjaån). Vid provfiske har bland annat abborre, gers, gädda och löja fångats i sjön.

## Delavrinningsområde
Alsjön ingår i det delavrinningsområde (684173-155036) som SMHI kallar för Inloppet i Hansesjön. Medelhöjden är 176 meter över havet och ytan är 11,31 kvadratkilometer. Räknas de 2 avrinningsområdena uppströms in blir den ackumulerade arean 22,7 kvadratkilometer. Klubboån (Svedjaån) som avvattnar avrinningsområdet har biflödesordning 2, vilket innebär att vattnet flödar genom totalt 2 vattendrag innan det når havet efter 64 kilometer. Avrinningsområdet består mestadels av skog (90 procent). Avrinningsområdet har 0,19 kvadratkilometer vattenytor vilket ger det en sjöprocent på 1,7 procent.

## Fisk
Vid provfiske har följande fisk fångats i sjön:
- Abborre
- Gärs
- Gädda
- Löja
- Mört
- Nors